# Leo Fusshöller
Leo Fusshöller, auch Leo Fußhöller (* 12. Juni 1889 in Siegburg; † 7. Juni 1963 in Gelsenkirchen) war ein deutscher Lyriker, Sachbuchautor und Pädagoge.

## Leben
Fusshöller war neben seiner normalen Berufstätigkeit als Lehrer und Pädagoge an der Humboldt-Schule in Essen auch als Schriftsteller aktiv. Zwischen 1921 und 1932 erschienen verschiedene Sachbücher wie Wandervogel, Werktat, Dramatik: Die Dreiheit eines neuen Schul-Lebens, Die Wiedergeburt der Bühne oder Ausgewählte Stücke aus "Rembrandt als Erzieher". Nach dem Krieg wurden von Fusshöller im Verlag Felix Post auch mehrere belletristische Werke veröffentlicht, darunter 1946 die beiden Lyrikbände Harte Erde und Der Rosenkranz, die ein Jahr später noch in einer zweiten Auflage gedruckt wurden. Neben seiner Arbeit als Schriftsteller war er lange Jahre für die Gelsenkirchener Volkshochschule tätig.
Fusshöller lebte nach 1945 bis zu seinem Tod in Gelsenkirchen, wo er 1963 im Alter von 73 Jahren verstarb.

## Schriften (Auswahl)

### Einzelbände
- „Wandervogel, Werktat, Dramatik: Die Dreiheit eines neuen Schul-Lebens“, (Sachbuch), Hartenstein, Sachsen, 1921
- „Die Wiedergeburt der Bühne“, (Sachbuch), Greifenverlag, Rudolstadt Thüringen, 1923
- „Die Welt denkt neu!“, (Sachbuch), Bonifacius-Druckerei, Paderborn, 1932
- „Ausgewählte Stücke aus "Rembrandt als Erzieher"“, (Sachbuch), Langenscheidtsche Verlbh., Berlin-Schöneberg, 1932 (zusammen mit Julius Langbehn)
- „Harte Erde“, (Lyrik), Verlag Felix Post, Buer, 1946
- „Der Rosenkranz“, (Lyrik), Verlag Felix Post, Buer, 1946
- „Am Abgrunde Zarathustras: 12 Gesänge; Was ist der Mensch?“, (Gesänge), Verlag Felix Post, Buer, 1946
- „Unsere liebe Frau von Fatima und die drei Hirtenkinder“, (?), Steyler Missionsbuchhandlung, Kaldenkirchen/Rhld., 1947